# Mercenary (videogioco)
Mercenary è il primo in una serie di videogiochi, pubblicati su diverse piattaforme a 8-bit e 16-bit dalla metà degli anni ottanta ai primi anni novanta, da Novagen Software. Il secondo e il terzo gioco si intitolavano rispettivamente Damocles e Mercenary III: The Dion Crisis.
I giochi della serie erano notevoli per la loro grafica vettoriale e poligonale, ambienti vasti e meccanica libera che permetteva di risolvere in modi diversi ognuno di essi. All'uscita, tutti e tre i titoli ricevettero recensioni favorevoli, e sono ancora giocati da appassionati di retrogaming.

## Descrizione generale
La serie di Mercenary consiste di tre giochi principali e un certo numero di espansioni. Nonostante ogni gioco sia completo in sé stesso, i giochi contengono riferimenti occasionali agli altri episodi della serie e condividono lo stesso tipo di meccaniche di gioco, aspetto e ambientazione.
In ognuno dei titoli, il giocatore deve esplorare un'ambientazione 3D e completare un certo numero di missioni non lineari per conseguire l'obiettivo finale. Il titolo della serie deriva dal ruolo del giocatore, che compie missioni nella parte di un mercenario. In Mercenary, il protagonista si schianta su un pianeta durante una guerra ed è in grado di mettere le due fazioni una contro l'altra a suo esclusivo vantaggio. In Damocles, è incoraggiato a decidere la distruzione o la salvezza di un intero mondo per ottenere profitto. Ciononostante, in The Dion Crisis ha un obiettivo meno egoista e deve guadagnarsi il supporto degli elettori contro le trame di un sinistro uomo d'affari.
In tutti e tre i giochi, il protagonista è accompagnato e consigliato da Benson, un "PC di nona generazione". Quest'interazione è gestita tramite una linea di testo a scorrimento nella parte bassa dell'area di gioco. Oltre che fornire assistenza al giocatore, Benson fa occasionalmente commenti sarcastici.

## La serie diMercenary

### Mercenary

Una struttura su Targ

Mercenary (conosciuto anche come Mercenary: Escape from Targ, o Mercenary: Fuga da Targ nella traduzione italiana) è il primo gioco della serie. È uscito inizialmente per Atari 800 nel 1985 e più tardi convertito per Commodore 64, ZX Spectrum, Amstrad CPC, Atari ST, Commodore Amiga e Commodore 16/116/Plus/4. In tutte le versioni, l'ambiente di gioco è mostrato usando grafica vettoriale.
Dopo essersi schiantato sul pianeta Targ (in rotta per il sistema Gamma di Damocles), l'obiettivo principale del giocatore è trovare un mezzo di fuga. Come di consueto nella serie di Mercenary, ci sono diversi modi per conseguire quest'obiettivo. Una guerra civile tra due fazioni, i Paliari (i nativi "buoni") e i Meccanoidi (gli invasori "cattivi"), permette al giocatore di guadagnare soldi per acquistare un mezzo per fuggire da Targ. Per esempio, ogni fazione cerca la distruzione di installazioni nemiche e il saccheggio di risorse per supportare la propria causa. Ci sono altri modi per fuggire, ed è possibile combinare le strategie per lasciare Targ continuando a possedere il denaro accumulato.

#### Mercenary: The Second City
Mercenary: The Second City (Mercenary: La Seconda Città nella traduzione italiana), uscito nel 1986, è un'espansione per il gioco originale.
La sua maggiore differenza iniziale è un nuovo schema di colori: un pianeta rosso con un cielo rosa invece di un pianeta verde con un cielo azzurro, che rappresenta l'altra faccia di Targ. Nonostante l'obiettivo sia invariato, ci sono altre differenze: il complesso sotterraneo è più intricato, c'è un nuovo set di enigmi da risolvere e diversi cambiamenti significativi con gli oggetti di gioco.
Dopo la sua uscita, l'espansione venne venduta insieme al gioco originale con il titolo Mercenary Compendium.

### Damocles
Damocles (occasionalmente pubblicizzato come Mercenary II) è il secondo gioco nella serie. È uscito per Atari ST e per Amiga nel 1990. Erano anche in sviluppo versioni per Commodore 64 e ZX Spectrum, ma queste non uscirono mai a causa del declino dei computer a 8 bit. A differenza di Mercenary, Damocles rappresenta l'ambiente di gioco con grafica poligonale, rendendo gli ambienti più realistici e colorati. Una versione migliorata, dotata di texture mapping, era in uno stadio avanzato di sviluppo e sarebbe dovuta uscire su PC nel 1995, ma non uscì mai a causa di un conflitto dei suoi sviluppatori, Novagen e Sony/Psygnosis.
All'inizio del gioco, il protagonista si trova nuovamente bloccato su un pianeta (Eris) con un'astronave inutilizzabile. Ma diversamente dal primo gioco, il campo d'azione di Damocles è considerevolmente più vasto, offrendo al giocatore un intero sistema solare da esplorare (il sistema Gamma, la destinazione originale del protagonista). Nel gioco c'è anche un elemento di corsa contro il tempo, costituito da una cometa (Damocles, un riferimento alla spada di Damocle), diretta verso Eris. Il protagonista è incoraggiato sia a scappare da Eris, sia a trovare un mezzo per evitare che Damocles distrugga il pianeta, se possibile evitando anche la distruzione della cometa. Anche se esiste una soluzione ovvia ma distruttiva, Damocles ha almeno cinque soluzioni diverse.
Una caratteristica notevole di Damocles è la presenza di una meccanica celeste relativamente dettagliata nella fisica di gioco. Nonostante il gioco contenga anche oggetti fisicamente impossibili (per esempio teletrasporti), include una rappresentazione dettagliata del sistema Gamma e anche una forma semplificata di relatività ristretta. Per permettere viaggiare attraverso il sistema in tempo ragionevole, vengono simulati gli effetti della dilatazione del tempo. Ciononostante, siccome il giocatore ha solo poche ore per salvare Eris, viaggiare a lungo a velocità relativistiche è sconsigliato. Una delle varie soluzioni del gioco consiste addirittura nel manipolare vari pianeti per utilizzare i cambiamenti nell'attrazione gravitazionale per far cambiare orbita alla cometa. Da un punto di vista estetico, l'inclusione della fisica celeste permette al giocatore di osservare tramonti e albe quando si trova su un pianeta, e anche occultazioni dei vari corpi celesti.
Damocles contiene molti riferimenti al mondo reale, tratti particolarmente dal Regno Unito negli anni 80. Per esempio: la presidentessa del pianeta Eris si chiama Margaret, come Margaret Thatcher (Primo Ministro del Regno Unito dal 1979 al 1990) e c'è una banca chiamata Lawson Bank, come Nigel Lawson (Cancelliere dello Scacchiere dal 1983 al 1989, anche se una Lawson Bank esiste veramente). Altri riferimenti sono più elusivi: per esempio, diversi negozi sono chiamati "negozi GUM", come il vero centro commerciale GUM di Mosca.
Nonostante questi riferimenti, l'universo del gioco non ha alcun collegamento con la Terra, perché il giocatore viene informato che il sistema Gamma era esplorato attivamente già prima del nostro presente (per esempio: avvicinandosi a una particolare luna, Benson informa il giocatore che una ditta di viaggi spaziali era già presente nel 1190). Secondo il poster che accompagnava il gioco, gli eventi di Damocles accadono il 27 aprile del 2099.

#### Damocles: i Mission Disk
Oltre al gioco principale, sono usciti anche due dischi di missioni aggiuntive per Damocles, chiamati semplicemente Damocles: Mission Disk 1 e Damocles: Mission Disk 2. Ogni disco contiene un numero di missioni aggiuntive che potevano essere caricate come salvataggi di gioco. Di solito queste missioni vedono il protagonista in situazioni difficili o insolite da cui si deve districare.

### Mercenary III
Mercenary III (conosciuto anche come Mercenary III: The Dion Crisis o Mercenary III: La Crisi di Dion nella traduzione italiana, pubblicizzato occasionalmente come Damocles II) è il terzo e ultimo gioco nella serie. È uscito per Atari ST e Amiga nel 1992.
Mercenary III è di nuovo ambientato nel sistema Gamma ed è basato su una versione migliorata dell'engine di Damocles: questa volta le strade delle varie città sono popolate da veicoli come taxi e autobus; nei cieli sono presenti astronavi da osservazione e da attacco; infine è possibile interagire con altri personaggi (anche se in maniera limitata).
Alla fine del mandato della presidentessa di Eris, il protagonista viene coinvolto in una crisi politica sul pianeta Dion e deve sfruttare il suo ingegno contro un politico assetato di potere che si è candidato presidente. Lo scopo di Mercenary III è evitare che questo politico venga eletto. In maniera simile agli episodi precedenti, ci sono diversi modi per ottenere questo risultato, con alcune soluzioni intuitive e altre meno. Per questo capitolo della serie Mercenary, non sono mai uscite espansioni. Secondo il poster che accompagnava il gioco, gli eventi di Mercenary III accadono il 15 gennaio 2101.
Il cattivo di questo gioco è un personaggio che era già apparso in Mercenary: PC BIL, abbreviazione che significa "Palyars Commander's Brother-In-Law", cioè "cognato del comandante dei Paliari".
Mercenary III contiene anche un riferimento alla situazione della Novagen a quel tempo (un grafico di vendite mostra che le vendite calano sempre più fino a uscire dal fondo del grafico).

## Falso seguito
La rivista italiana Zzap!, rinata negli anni novanta come rivista online, recensiva nell'aprile 1998 il quarto episodio della serie Mercenary, intitolato "The Eleventh Planet". Le foto della recensione ritraevano scene con texture mapping, ambienti completamente rinnovati e grafica molto più dettagliata rispetto agli episodi precedenti. Questa versione, sempre secondo la recensione, avrebbe supportato l'accelerazione tridimensionale e risoluzioni (all'epoca) molto elevate, e sarebbe stata dotata di una colonna sonora composta di brani ambient e new age.
In realtà si tratta un "pesce d'aprile": la trama era ispirata al libro Il dodicesimo pianeta, di Zecharia Sitchin, mentre gli screenshots provenivano da un livello di Duke Nukem 3D creato dall'ideatore stesso del pesce d'aprile e dalla mai uscita versione per PC di Damocles.

## Conversione per PC
Negli anni 2000, i tre giochi sono stati convertiti per PC con il benestare dell'ex team Novagen. Il programma, freeware, è unico per i tre giochi (selezionabili tramite una Drop-down list), si chiama MDDClone (Mercenary, Damocles, Dion Crisis Clone) e offre una grafica e un audio identici alla versione per Atari ST, con l'opzione di correggere alcuni bug presenti nelle versioni originali. Di questo, oltre alla versione in inglese, sono disponibili anche traduzioni in danese, francese, greco, olandese, italiano, tedesco, polacco e ungherese.

## Ricezione
Tutti e tre i giochi hanno ricevuto recensioni favorevoli dalle riviste di videogiochi: il primo, recensito da Zzap!64, ha ricevuto la simbolica medaglia d'oro. Bob Sodaro, un redattore di RUN, ha notato l'alta rigiocabilità di Mercenary, scrivendo "Prima di fare segni sulle mappe incluse nel gioco, dovreste farne delle fotocopie così avrete delle copie pulite quando farete altre partite".